# Bridget Jones
Bridget Jones is de hoofdpersoon uit de columns die Helen Fielding in 1995 voor de Britse krant The Independent schreef. In 1996 werden deze columns in een bundel uitgebracht onder de naam Bridget Jones's Diary. In 1999 schreef Fielding het vervolg: Bridget Jones: The Edge of Reason. In 2013 is er een derde boek uitgebracht met de titel Bridget Jones: Mad About The Boy. Het vierde en laatste boek luidt Bridget Jones Baby, dat in 2016 gepubliceerd werd. Alle vier de boeken zijn verfilmd en vertolkt door de actrice Renée Zellweger. In december 2016 maakte de BBC in Woman’s Hour bekend dat Bridget Jones een van de zeven vrouwen was die de Britse vrouwen het meest heeft beïnvloed afgelopen zeventig jaar. De boeken vallen onder het genre chicklit. Bij dit genre, geschreven voor en door vrouwen, worden verschillende soorten relaties en zaken op gebied van liefde, vriendschap en carrière op humoristische wijze beschreven.

## Bridget Jones
Bridget Jones, het hoofdpersonage van de dagboekromans, is in het eerste boek begin 30 en naar eigen zeggen iets te dik. Nu ze er pijnlijk op wordt gewezen dat haar biologische klok begint te tikken, en dat ze nog steeds geen man aan de haak heeft kunnen slaan, besluit ze haar leven drastisch om te gooien: ze wil stoppen met roken, het overmatig drinken van alcohol, en vooral enkele kilo's afvallen. Om deze doelen te bereiken besluit ze een dagboek bij te houden, en het is dit dagboek dat voor de lezers dient als de rode draad door het verhaal.
Bridget Jones wordt door velen gezien als de realistische held. Ze heeft een succesvolle carrière maar leidt geen perfect leven zoals de meeste literaire helden. Zo heeft ze moeite met op gewicht blijven en drinkt en rookt ze veel. Veel lezers omarmen het personage dan ook om die reden. Het laat zien dat het perfecte plaatje (een goede baan, een goed lichaam en een gezonde levensstijl) onmogelijk te realiseren is. Dit geeft veel lezers de geruststelling dat ze niet perfect hoeven zijn, en ook niet hoeven te doen alsof dat zo is. De boeken geven een kijkje achter de schermen in het leven van een onzekere vrouw. Iets wat in de tijd dat het eerste boek geschreven is, nog ongebruikelijk was. Hiermee legden de boeken het grote gat tussen wie men werkelijk is en hoe de rest van de wereld verwacht dat men is, bloot.
In de derde dagboekroman, Bridget Jones: Mad About the Boy wordt het imperfecte heldenimago van Bridget Jones verder uitgebreid, namelijk als moeder van twee jonge kinderen. In dit boek worden de clichés over de ups en downs van het moederschap bevestigd. Zo krijgen haar kinderen bijvoorbeeld luizen. Ook heeft ze vaak het gevoel alsof andere moeders (in het bijzonder klassenmoeder Nicolette) altijd alles perfect voor elkaar hebben. In het vierde boek, dat zich afspeelt voor de gebeurtenissen uit het derde boek, is Bridget zwanger maar weet ze niet van wie. Ook in dit boek rolt ze wederom van de ene ongemakkelijke situatie in de andere.
In alle vier de boeken is dus te zien dat Bridget Jones een chaotische en onzekere vrouw is. Ze doet erg haar best om een zo’n perfect mogelijk leven te leiden, maar loopt vrijwel dagelijks tegen situaties aan die het perfecte plaatje verstoren.

## Rondom de boeken en de films
Er zijn in totaal vier boeken geschreven omtrent het hoofdpersonage Bridget Jones. De boeken zijn van origine Engels en ze zijn in meer dan 40 landen uitgegeven. Alle vier de boeken hebben voor groot succes gezorgd.

### 1. Het dagboek van Bridget Jones – Bridget Jones’s diary
Het dagboek beschrijft in een jaar tijd het dagelijks leven van een jonge, alleenstaande vrouw genaamd Bridget Jones. Ze begint het jaar met talloze goede voornemens, die niet altijd nagekomen worden. Ze wordt verliefd op haar zelfzuchtige baas Daniël maar eindigt vervolgens met de klunzige maar vriendelijke Mark. Met haar ouders en vrienden als invloedrijke omgeving is een komisch jaar gerepresenteerd.

### 2. Het nieuwe dagboek van Bridget Jones – The edge of reason
Het happy end uit het zeer succesvolle vorige boek over Bridget Jones is hier de start: Bridget Jones is compleet in de ban van de relatie met Mark Darcy. Samen met haar vriendinnen is de drama omtrent hun relaties de kern van het boek. Een portret van moderne jonge vrouwen in Londen is hiermee geschetst. Er gebeurt veel meer in dit boek dan in het vorige en de beschreven arrestatie in Thailand brengt vele spanningen met zich mee.

### 3. Mad about the boy – Mad about the boy
Dit boek maakt een enorme tijdsprong in vergelijking tot het vorige boek, waardoor Bridget hier 51 jaar is. En dat is niet het enige verschil: Mark Darcy, de grote liefde van Bridget is overleden, waardoor ze achterblijft met haar twee kinderen. Dit rouwproces maakt dat Bridget weer terugvalt in haar oude vertrouwde gewoontes en weer hevig op zoek gaat naar een nieuwe man. Daarnaast worden de stuntelende opvoeding van haar kinderen en haar carrière als scriptschrijfster beschreven.

### 4. Bridget Jones’ baby – Bridget Jones’s baby the diaries
Dit boek is als laatste geschreven, maar bevindt zich chronologisch tussen boek twee en drie in. Bridget bevindt zich in de veertig en is single. Mark Darcy is hier dus haar ex, waardoor Daniël opnieuw een rol krijgt. De titel verklapt dat Bridget zwanger raakt, maar wie de vader is, weten we niet. Het worden negen bijzondere maanden, waarin beide heren van grote invloed zijn op het leven van Bridget Jones.

### De films
Alle vier de boeken zijn verfilmd. Renée Zellweger heeft de rol van Bridget Jones op zich genomen, maar hier ontstond veel commotie om. De actrice moest vanwege haar rol telkens gewicht verliezen en weer aankomen. Verder waren de Britten niet te spreken over het feit dat een Amerikaanse de rol kreeg van de Engelse Bridget. Zellweger heeft in korte tijd een Brits accent moeten aanleren voor de rol, en deed dat door een tijdlang undercover in een Brits bedrijf te werken. Helen Fielding heeft zelf ooit in een interview aangegeven dat zij Helena Bonham Carter wel zag zitten voor de rol.De schrijfster van de boeken, Helen Fielding, was groot fan van Fitzwilliam Darcy uit Jane Austens Pride and Prejudice, specifiek zoals die werd vertolkt door Colin Firth in de BBC-serie. Zij liet hem model staan voor de Mr. Darcy (Mark Darcy) in haar verhaal. De filmmakers kregen Colin Firth ook zover de rol van Mark Darcy te vertolken. De rol voor Daniël is gespeeld door Hugh Grant.

### Helen Fielding
De schrijfster van de boeken is Helen Fielding. Ze is geboren op 19 februari 1958 in het plaatsje Morley, Yorkshire. Fielding studeerde aan de Universiteit van Oxford en leeft tegenwoordig in zowel Londen als Los Angeles. Ze is weduwe van Kevin Curran, een schrijver en producer, en kreeg twee kinderen met hem. In 2014 was Helen Fielding een van de twintig schrijvers van The Sunday Times lijst van Britain’s 500 Most Influential en ze was tevens genomineerd voor de London Evening Standard’s 1000 Most Influential Londoners lijst.